# Magland
Magland è un comune francese di 3 147 abitanti situato nel dipartimento dell'Alta Savoia della regione dell'Alvernia-Rodano-Alpi.
Si trova lungo il corso del fiume Arve.

## Amministrazione

### Gemellaggi
- Barzio, Italia

## Società

### Evoluzione demografica
Abitanti censiti